# Lars Kriss
Lars Kriss, född den 23 januari 1979, var 2011–2017 ledarskribent och debattredaktör på Liberala nyhetsbyrån. Sedan 2017 arbetar Kriss som kommunikations- och pressansvarig vid Byggföretagen.
Under åren 2008-2011 var han ledarskribent på Södermanlands Nyheter. Lars Kriss har ett förflutet i Liberala studenter och är journalistutbildad vid Stockholmsuniversitet JMK.